# Симфония № 4 (Малер)
Симфо́ния № 4 соль мажор — сочинение австрийского композитора Густава Малера, законченное в 1901 году и тогда же впервые исполненное под управлением автора. Написанная в 4 частях и внешне воспроизводящая классическую структуру, Четвёртая симфония является одним из самых загадочных, но вместе с тем и одним из наиболее исполняемых сочинений композитора.

## История создания
Франц Шуберт всегда был одним из наиболее близких Малеру композиторов — не только своими песенными циклами, но и своим «песенным» симфонизмом. «В большей степени, нежели о любом другом сочинении Малера, — пишет Инна Барсова, — о Четвёртой можно сказать: симфония, родившаяся из песни». Ещё летом 1892 года, работая над Второй симфонией, Малер сочинил детскую песенку «Мы вкушаем небесные радости» (нем. Wir geeniessen die himmlischen Freuden), или «Небесная жизнь» (нем. Das himmische Leben), на текст из «Волшебного рога мальчика», запечатлевший детские представления о Рае. Эту вокальную миниатюру для голоса с оркестром Малер первоначально хотел сделать финалом своей Третьей симфонии; но в процессе работы план изменился: родился замысел новой симфонии — на основе «Небесной жизни». Планы Третьей и Четвёртой симфоний, по-видимому, набрасывались почти одновременно: «Утренний звон» из эскиза Четвёртой в итоге стал пятой частью Третьей.
Работу над Четвёртой симфонией Малер начал в июле 1899 года. В октябре 1897-го он стал директором Венской оперы, и сочинять собственную музыку приходилось в свободное от исполнения чужой время — в основном в летние месяцы, на отдыхе, в этот раз в Майерниге. Какие бы обязанности ни отвлекали Малера от сочинения, внутренняя работа продолжалась, и фактически он написал симфонию в течение трёх с небольшим недель в июле-августе 1900 года; набело переписал в начале января 1901-го.
Музыковеды рассматривают симфоническое наследие композитора как инструментальную эпопею: каждую симфонию он связывал с предыдущей, используя один и тот же тематический материал; так и в финале Четвёртой симфонии звучит музыка из пятой части Третьей. С двумя предыдущими её связывает и использование одного и того же поэтического источника — сборника немецких народных песен «Волшебный рог мальчика». И вместе с тем среди симфоний Малера Четвёртая выделяется своей камерностью: она родилась из песни, что определило и её внутреннюю программу, и образное содержание, и тематизм. «Собственно говоря, — признался позже Малер, — я хотел написать только симфоническую юмореску, а у меня вышла симфония нормальных размеров».
Композитор не раз называл свою Четвёртую симфонию «юмореской», и таково было её первоначальное обозначение («Humoreske»), но это юмор особого свойства: властитель дум молодого Малера Жан Поль рассматривал юмор как единственное спасение от отчаяния, от трагедии, которую человек не в силах предотвратить, и противоречий, устранить которые не в его власти. В кажущемся простодушии Четвёртой симфонии музыковеды видят попытку уйти от «проклятых вопросов», научиться довольствоваться тем, что есть, — быть может, следствие усталости и разочарования. С другой стороны, Четвёртой симфонией завершилась первая часть инструментальной эпопеи Малера, и, как античная тетралогия завершалась сатировской драмой, конфликт его симфонической тетралогии находит своё разрешение в «юморе особого рода».

### Первые исполнения
Премьера симфонии, под управлением автора, состоялась в Мюнхене 25 ноября 1901 года; партию сопрано исполняла Маргарет Михалек. Необычность языка этой симфонии — эпатирующая простота, «старомодность», порою заставляющая вспомнить Й. Гайдна, и сейчас нередко ставит слушателя в тупик; современникам казалось, что композитор издевается над ними. И мюнхенская премьера, и первые исполнения во Франкфурте (под управлением Феликса Вайнгартнера) и в Берлине сопровождались свистом. Музыку симфонии критики характеризовали как плоскую, без стиля, без мелодии, искусственную и истеричную; самого композитора заподозрили в том, что он получает удовольствие, оглушая своих слушателей «ужасной, невероятной какофонией».
В австрийской столице в процессе репетиций (в январе 1902 года) Малер столкнулся с откровенным противодействием Венского филармонического оркестра. На венской премьере, по свидетельству Бруно Вальтера, «противоположные мнения столкнулись так бурно, что дело чуть было не дошло до драки между энтузиастами и противниками». Перед изданием партитуры в 1902 году Малер внёс в неё некоторые изменения.

## Музыка

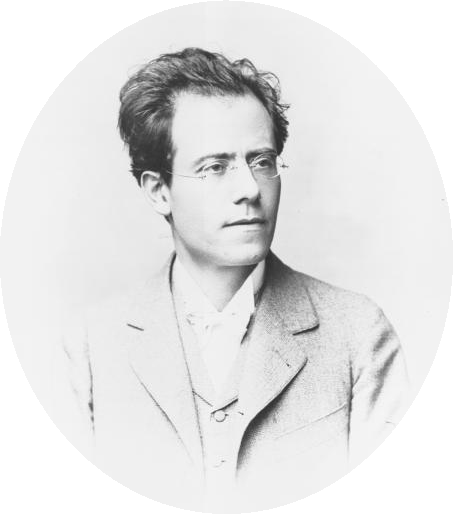
Густав Малер (1898)

В действительности и своим музыкальным языком, и своей структурой «старомодное» четырёхчастное сочинение Малера существенно отличается от классической симфонии, как она представлена в творчестве Й. Гайдна и В. А. Моцарта: аллегро, анданте (адажио), менуэт, финал. Уже Л. ван Бетховен не раз отказывался от менуэта в пользу скерцо, а в Девятой симфонии поменял местами вторую и третью части. Такое построение: аллегро, скерцо, адажио, финал — воспроизвёл в своих последних симфониях Антон Брукнер; Малер, проделавший ряд экспериментов в первых трёх симфониях, в Четвёртой следует за своим учителем Брукнером, допуская, по своему обыкновению, некоторые отступления от канонических темпов. Вообще, как отмечает Анри-Луи де Ла Гранж, в отличие от того неоклассицизма, который получил широкое распространение в Европе в 20-е годы XX века, в «неоклассической» симфонии Малера нет ничего от «бегства в прошлое», это глубоко новаторское сочинение, в котором за звуковой аскезой скрываются исключительная концентрация и смелость музыкальной мысли.
И тем не менее важнейшая черта её стиля — использование музыкального языка (пусть стилизованного) и форм другой эпохи, непосредственно связанное со стремлением Малера воссоздать в своей симфонии мир Гармонии: и венская классика, и народная музыкальная культура XVIII века ассоциировалась у человека fin de siècle с безоблачным «золотым веком», с идиллией и гармонией.
Если в Первой симфонии отразился типичный романтический конфликт: наивный индивид, ощутив свой разлад с лицемерным миром, возвращается к природе, где и обретает гармонию, — то в следующих трёх Малер пытался выйти на общечеловеческий уровень. В музыке Четвёртой симфонии, пишет И. Барсова, добро и зло предстают как обобщённо-абстрагированные категории: Гармония, которая воплощает в себе извечную мечту человека о прекрасном, «нездешнем» мире, и Дисгармония; но «рассказ» ведётся от лица ребёнка, и притом ребёнка, не избалованного жизнью; Рай для него — исполнение его скромных земных грёз, что сближает симфонию Малера с жанром «святочного рассказа». Написанный в 1876 году и переведённый на многие европейские языки рассказ почитаемого Малером Ф. М. Достоевского «Мальчик у Христа на ёлке» — о замерзающем ребёнке, которому в предсмертных видениях грезится ёлка на небе, — был, вероятно, известен и Малеру. Сам композитор определил эмоциональный строй симфонии как «безоблачность иного, более возвышенного, чуждого нам мира», в которой есть даже «нечто пугающее и страшное для нас». В свою очередь, агрессивная Дисгармония в музыке симфонии ассоциируется с фольклорными образами Старухи с косой и Лиха.
Первая часть симфонии только маскируется под классическую форму сонатного аллегро, да и темп этой части Малер определил иначе: «нем. Bedächtig. Nicht eilen» («Осторожно. Не спешить»). В экспозиции все темы создают мир Гармонии; контрастирующая тема, Дисгармония, вопреки классическим канонам, впервые появляется в разработке, где Малер, пусть и мягко, любовно, по мнению И. Барсовой, но всё же пародирует стилистические приёмы венской классики.
Всё в этой части странно, таинственно; некий персонаж, позвенев бубенцами в кротком, трёхтактном вступлении, тут же исчезает, чтобы появиться ещё несколько раз в первой части, «словно просовывая в проём захлопывающегося занавеса колпак с бубенцами», а затем и в финале симфонии, но так и остаться неузнанным. Эти бубенцы создают некий механический фон: всё кажется ненастоящим, как в кукольном театре, — и идиллия экспозиции, воплощённая в стилизованной, патриархально-простодушной музыке, и причудливое, как в кривом зеркале, искажение этих тем в разработке. Темы экспозиции подвергаются в разработке снижающей, гротескно-фантастическая трансформации; попытки Гармонии избавиться от наваждения терпят неудачу; она дважды восстанавливается, но не в результате борьбы, а как по мановению волшебной палочки. В экспозиции Гармония как будто побеждает, но тема её кажется неживой; она постепенно замирает, и где-то за занавесом этого волшебного театра, вдруг, происходит чудесное «оживление».
Вторая часть — скерцо, хотя Малер обозначил её иначе: «нем. In gemächlicher Bewegung. Ohne Hast» («В спокойном движении. Не торопясь»). Первоначальный заголовок — «Freund Hein spielt auf» («Смерть наигрывает») — Малер при первом исполнении и при публикации снял, но отталкивался он в этой части от фольклорного образа Смерти (Freund Hein), и характер её, соответственно, определяет Дисгармония. Зло здесь предстаёт в лубочных образах; кабацкий оркестрик нарочито фальшиво наигрывает то ли вальс, то ли лендлер. В инфантильно-лирической теме, противостоящей этому безрадостному миру, многочисленные переклички с финалом, указывают на то, что здесь речь идёт уже о небесной гармонии.
Третья часть, обозначенная автором как «нем. Ruhevoll» («Исполнена покоя»), — один из самых красивых образцов музыки Малера, медитативное, вполне в стиле Брукнера, Адажио, которое тематически порою даже слишком явно перекликается с музыкой П. И. Чайковского. Малер говорил, что, сочиняя это Адажио, «божественно веселое и бесконечно печальное», он представлял себе лицо своей матери, её «улыбку сквозь слёзы». Вагнеровская «бесконечная мелодия»; но созерцательная главная тема в процессе развития трансформируется, снижается и в конце концов тоже, как и образы предыдущих частей, оказывается втянута в тот карнавал, который в наивном или зловещем обличье господствует в Четвёртой симфонии. На фоне карнавальности, которая врывается даже в эту, элегическую часть симфонии, внезапный взрыв в конце, с мелодией песни «Небесная жизнь», допускает различные толкования. По мнению одних исследователей (и интерпретаторов), эта песня звучит как «вопль о последнем прибежище измученной души, которой некуда идти, не на что надеяться»; по мнению других, наоборот: «…Происходит нежданное: в наступившей тишине словно разверзлись земные пределы и открылось видение рая. […] Последние несколько тактов Adagio подобны нескончаемому вздоху после небывалого радостного потрясения».
Финал симфонии, обозначенный как «нем. Sehr behaglich» («Очень уютно»), открывается той же темой, которой заканчивается третья часть. Сопрано (но мыслится детский голос) воспевает безмятежность «небесной жизни», — текст песни Das himmlische Leben («Небесная жизнь», инципит в русском переводе: «Мы вкушаем небесные радости») звучит на старобаварском диалекте и мало понятен даже немцам; мелодия создаёт ощущение уюта. Но здесь вновь появляется некто в шутовском колпаке с бубенцами. Рай в заключительной части симфонии — это карнавальный «перевернутый» мир, евангельские образы в песне гротескно снижены, святые и ангелы здесь прислуживают беднякам: евангелист Лука закалывает для них быка, апостол Пётр ловит рыбу, ангелы пекут хлеб; здесь всё в изобилии, и вино в этом прекрасном мире не стоит ни гроша. «Юмор особого рода» материализуется в нарочито архаическом стиле хоралов, которыми в каждой строфе песни сопровождаются упоминания святых.
Но вечно актуальная для бедняков тема сытости в конце концов уступает место духовным радостям небесной жизни: «очень нежно и таинственно до конца», согласно ремарке Малера, звучит строфа «Нет на земле музыки, которая может сравниться с нашей». И, хотя музыкой обитателей Рая услаждает св. Цецилия со своими родственниками, это, быть может, самая серьёзная, при всей наивности, часть симфонии, завершающаяся печально и умиротворённо: «Чтобы всё пробудилось для радости».
Неповторимое своеобразие Четвёртой симфонии, пишет И. Барсова, в том, что ответ на «вечные вопросы» дан в ней «остранённым языком философской сказки или притчи, в котором причудливо сплелись наивность и рафинированность фантазии и музыкальной речи, огромный пласт традиционной образности и традиционного музыкального словаря и — субъективная неповторимость видения, присущая Малеру — художнику начинающегося XX столетия».

## Состав исполнителей
Специалисты отмечают в Четвёртой симфонии Малера необычно скромный для композитора исполнительский состав: по сути, это малый симфонический оркестр, что соответствует камерному характеру симфонии. Помимо струнной группы, в том числе пятиструнных контрабасов, партитура симфонии предполагает 4 флейты, 2 флейты-пикколо, 3 гобоя, английский рожок, 3 кларнета, кларнет-пикколо, бас-кларнет, 3 фагота, контрафагот, 4 валторны, 3 трубы, ряд ударных инструментов — литавры, треугольник, бубенцы, тарелки, большой барабан, тамтам и колокольчики, — а также арфу и сопрано-соло.

## Дальнейшая судьба
В сентябре 1902 года дирижёру Юлиусу Бутсу Малер по поводу своей Четвёртой симфонии писал: «Этот всеми преследуемый пасынок до сих пор видел на свете очень мало радости. Меня невероятно радует, что Вам это сочинение пришлось по вкусу, и я могу только пожелать, чтобы воспитанная Вами публика сумела почувствовать и понять его вместе с Вами. В общем, я узнал на опыте, что даже лучшие часто не понимают юмора этого рода (его нужно отличать от остроты, от веселой шутки)».
В начале XX века Малер оставался композитором, признанным лишь в относительно узком кругу ценителей. В случае с Четвёртой симфонией восприятие было затруднено ещё и тем, что родилась она из песни, завершающей цикл, и ключ к замыслу, соответственно, появляется лишь в финале; к тому же и ключ достаточно двусмысленный — однозначному толкованию симфония не поддаётся. Но для кого-то именно загадочность делала её особенно притягательной. Среди поклонников композитора было немало дирижёров, в том числе и такие выдающийся, как Виллем Менгельберг, Бруно Вальтер и Отто Клемперер, которые на протяжении полувека пропагандировали его музыку, пока — в конце 50-х годов — не наступило, по словам Леонарда Бернстайна, «время Малера». В Амстердаме, где царил Менгельберг, Малер уже в 1904 году нашёл более подготовленную и благодарную аудиторию: в конце октября руководитель оркестра Концертгебау посвятил творчеству композитора цикл концертов, причём Четвёртая симфония прозвучала в одном из концертов дважды — под управлением Менгельберга и под управлением автора. В том же 1904 году симфония впервые была исполнена в Соединённых Штатах — Вальтером Дамрошем c Нью-Йоркским симфоническим оркестром.
Симфонию часто включал в свои концертные программы Бруно Вальтер и в 1945 году в Нью-Йорке осуществил одну из первых её аудиозаписей. В своё время Малер записал на фирме «Вельте-Миньон» финал симфонии в фортепианном переложении; самая первая полная запись, в техническом отношении далёкая от совершенства, была сделана ещё в мае 1930 года в Японии дирижёром Хидемаро Коное. Вторая, и тоже технически несовершенная (концертная), принадлежит Менгельбергу и датируется 1939 годом. Бруно Вальтер в период с 1945 по 1955 год осуществил в общей сложности 10 студийных и концертных записей с разными оркестрами Европы и Соединённых Штатов, последнюю, 11-ю, — в 1960 году с Венским филармоническим оркестром. Отто Клемперер только в 1954—1956 годах записал симфонию пять раз.
С наступлением «малеровского бума» не многие именитые дирижёры обошли своим вниманием Четвёртую симфонию, её записи оставили, в частности, Леонард Бернстайн, Бенджамин Бриттен, Герберт фон Караян, — в 2012 году общее количество записей уже приближалось к 200-м. В СССР первая запись симфонии состоялась в октябре 1954 года, под управлением Карла Элиасберга, затем в 1967 году Давид Ойстрах записал её с Галиной Вишневской и Симфоническим Оркестром Московской Филармонии (пластинка) и вплоть до 1972-го эти записи, возможно, оставались единственными.

### В театре
В 1977 году хореограф Джон Ноймайер поставил балет «Четвёртая симфония Густава Малера» на музыку этой симфонии (Королевский балет, Лондон).